# PA-318
A  PA-318 é uma rodovia brasileira do estado do Pará. Essa estrada intercepta a PA-136 em sua extremidade sul.
Está localizada na região nordeste do estado, atendendo ao município de Marapanin. 